# Astrophytum myriostigma
Espèce
Synonymes
- Astrophytum coahuilense (H.Moeller) Kanfer[1]
- Astrophytum columnare (K. Schum.) Sadovsky & Schütz[2]
- Astrophytum depressum Lawr.[1] [2]
- Astrophytum myriostigma subsp. glabrum Backeb.[2]
- Astrophytum myriostigma var. cereiforme Fric[2]
- Astrophytum myriostigma var. cereiforme Frič[1]
- Astrophytum myriostigma var. columnare (K. Schum.) Fric[2]
- Astrophytum myriostigma var. columnaris[2]
- Astrophytum prismaticum Lem.[1]
- Astrophytum quadratum Cobbold[1]
- Astrophytum tulense (K.Kayser) Sadovsky & Schütz[1]
- Cereus colicochus Booth ex C.F. Först.[2]
- Cereus colicochus Booth ex C.F.Först.[1]
- Echinocactus myriostigma f. columnaris (K. Schum.) Schelle[2]
- Echinocactus myriostigma var. columnaris K. Schum.[2]
- Echinocactus myriostigma Salm-Dyck[1] [2]

Statut de conservation UICN

 LC  : Préoccupation mineure
Statut CITES
Astrophytum myriostigma est une espèce de plantes du genre Astrophytum et de la famille des Cactaceae. Elle est originaire des hauts plateaux (jusqu'à 2 500 m d'altitude) du Mexique nord-est et central.
Dans les collections, malgré sa relative fragilité, la plante est appréciée pour son apparence et son côté « cactus sans épines ».
Il est surnommé cactus mitre d'évêque.
Astrophytum myriostigma est un cactus sans épines avec de trois à sept côtes verticales prononcées (cinq en général). De nouvelles côtes peuvent apparaître avec l'âge.
Elles sont recouvertes de petits poils blancs très courts. Les sujets jeunes sont de forme sphérique mais prennent une forme cylindrique en vieillissant. Jusqu'à environ 70–100 cm de hauteur et 10–20 cm de diamètre.
La tige est souvent couvert de taches blanchâtres.
Le cactus de plus de 6 ans fleurit au printemps ou en été avec une ou plusieurs fleurs cireuses de 4–6 cm de diamètre, près du sommet de la plante. Les nombreux pétales sont jaunes, parfois avec une base de couleur orange ou rouge.
Des fruits rouges et poilus de 2-2,5 cm de diamètre peuvent apparaitre.
Astrophytum myriostigma est le seul Astrophytum que l'on puisse bouturer en prélevant le sommet.
Il existe une variété nudum totalement verte et une autre quadricostatum à 4 cotes seulement.

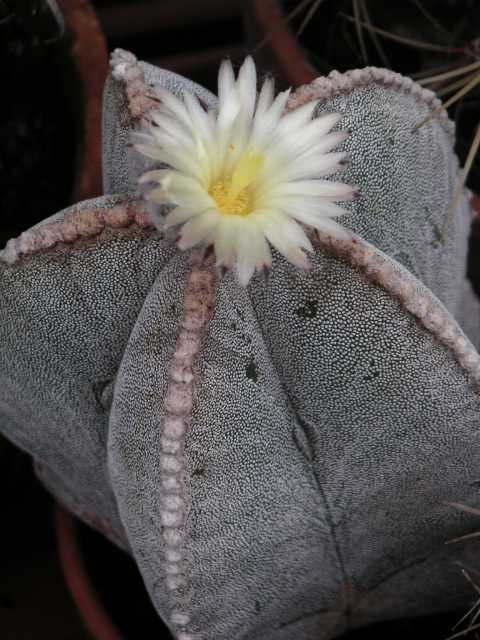
Astrophytum myriostigma
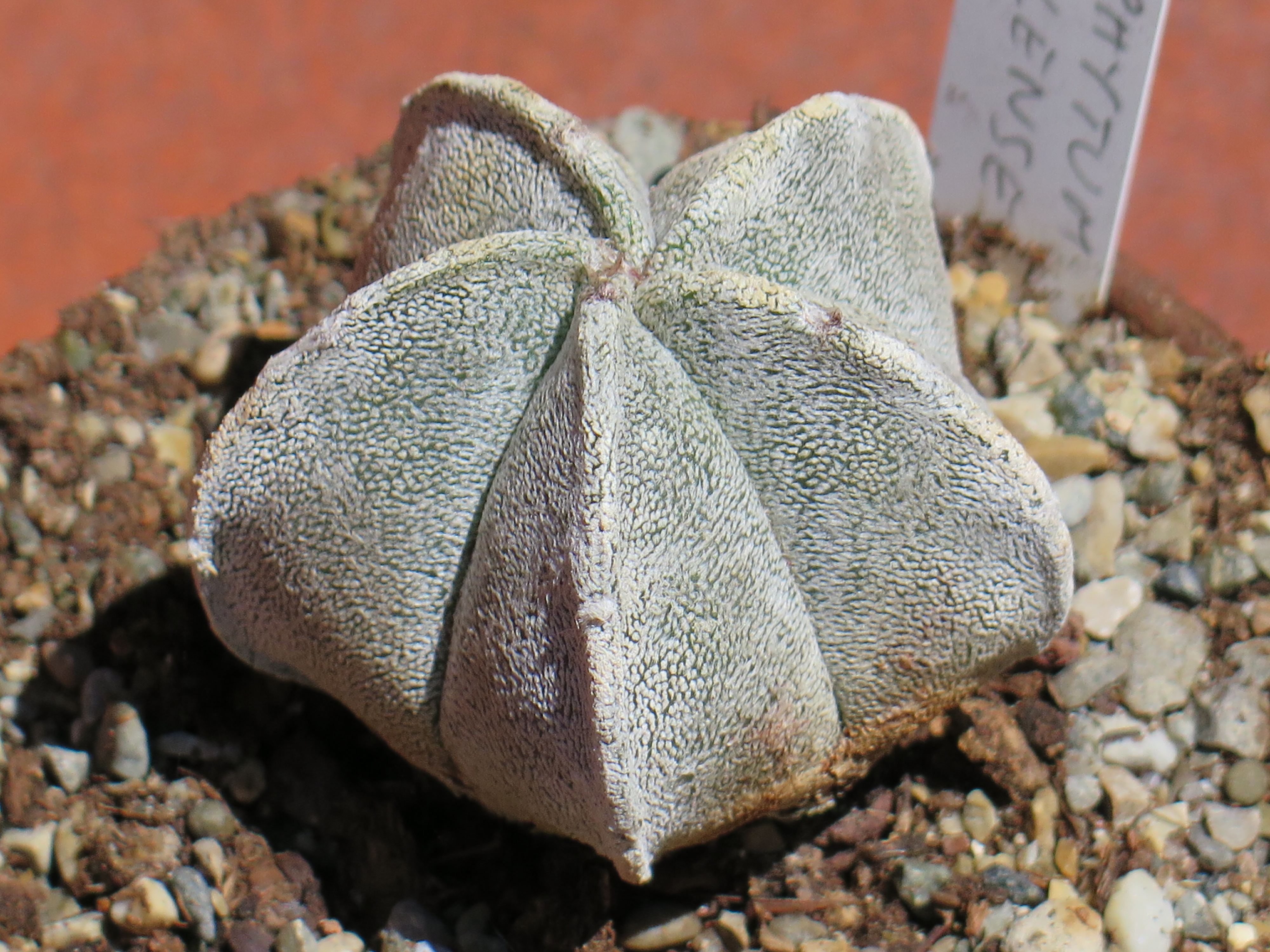
Astrophytum myriostigma v. coahuilense
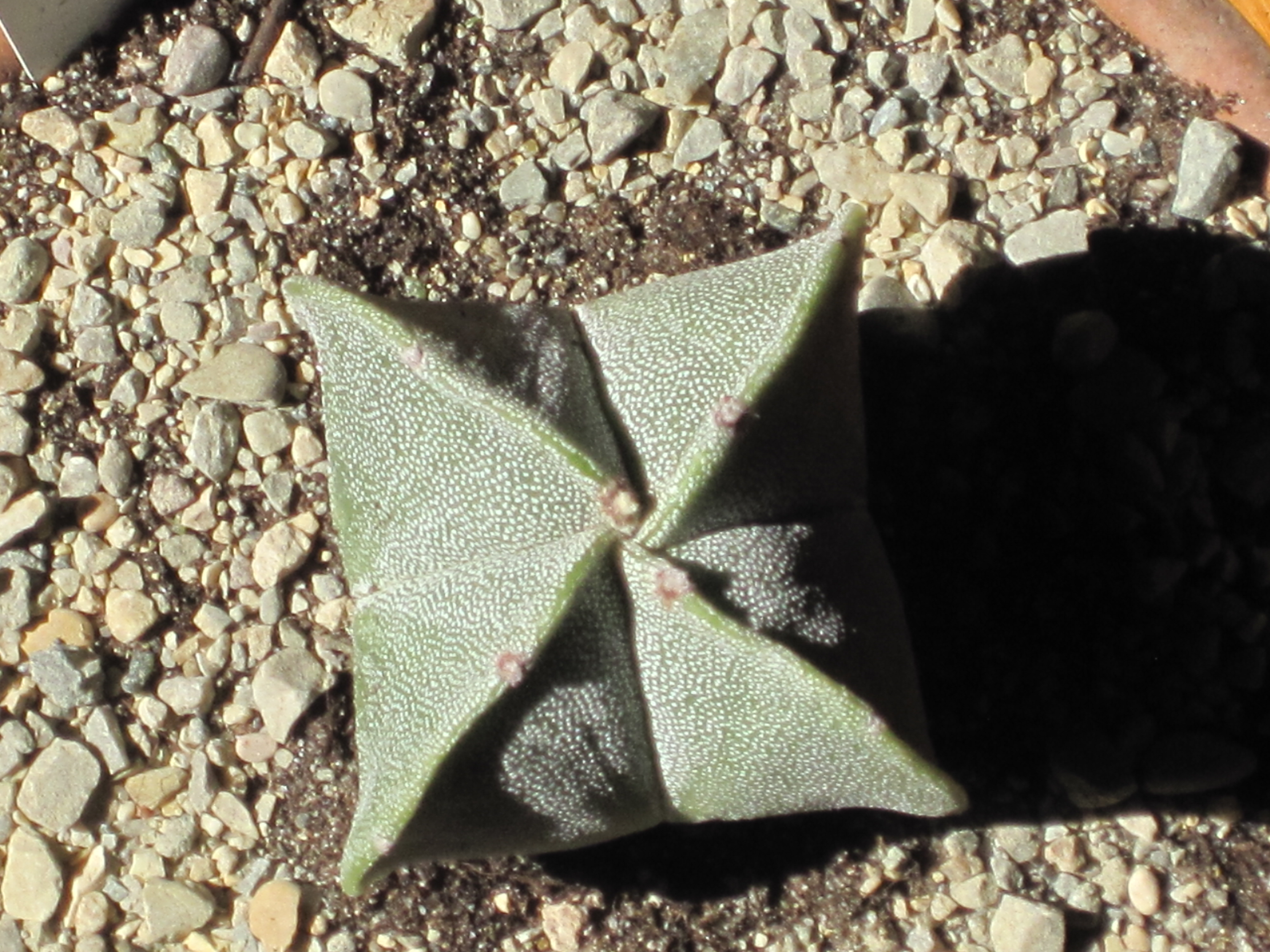
Astrophytum myriostigma v. quadricostatum
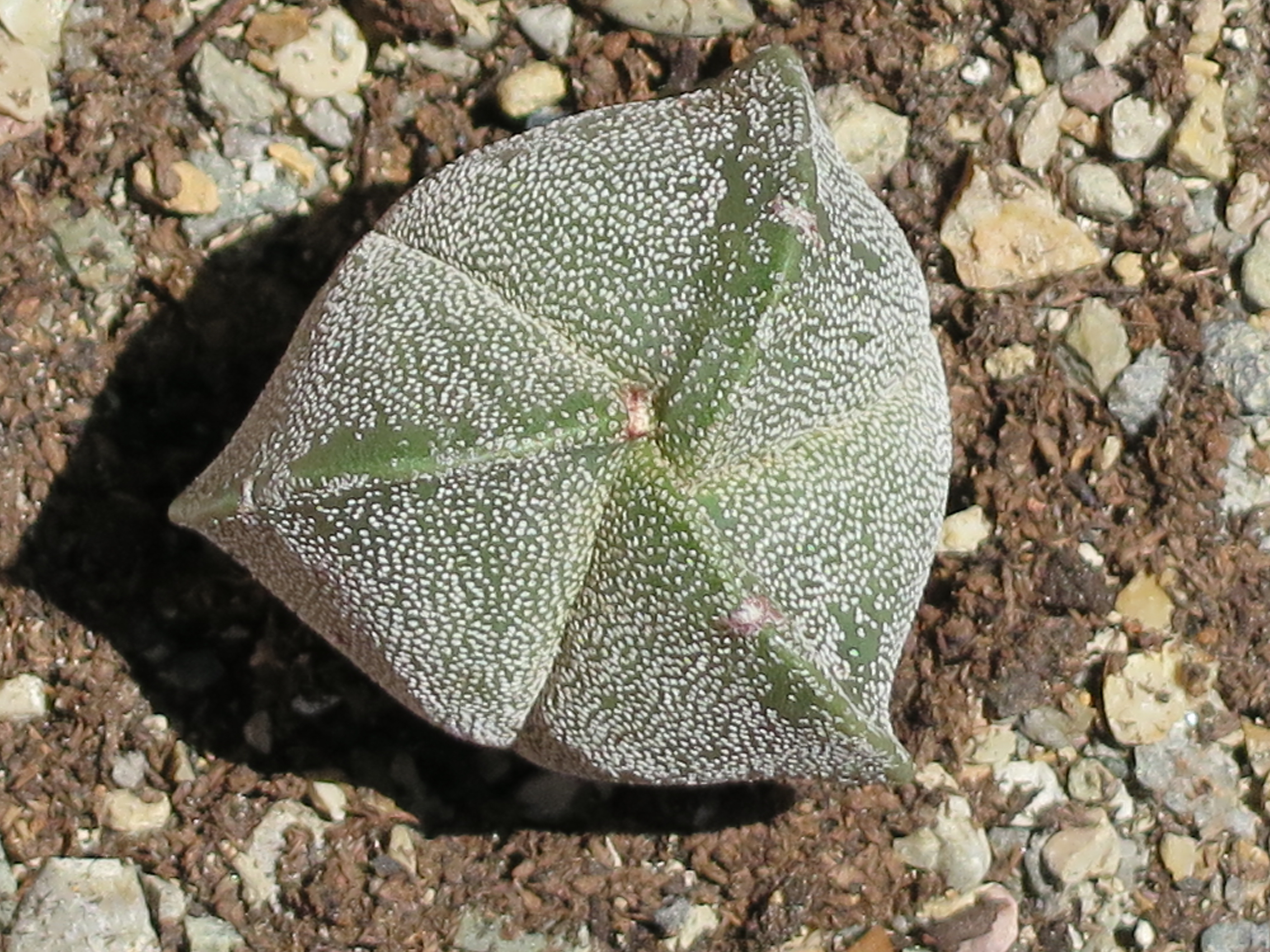
Astrophytum myriostigma v. tricostatum
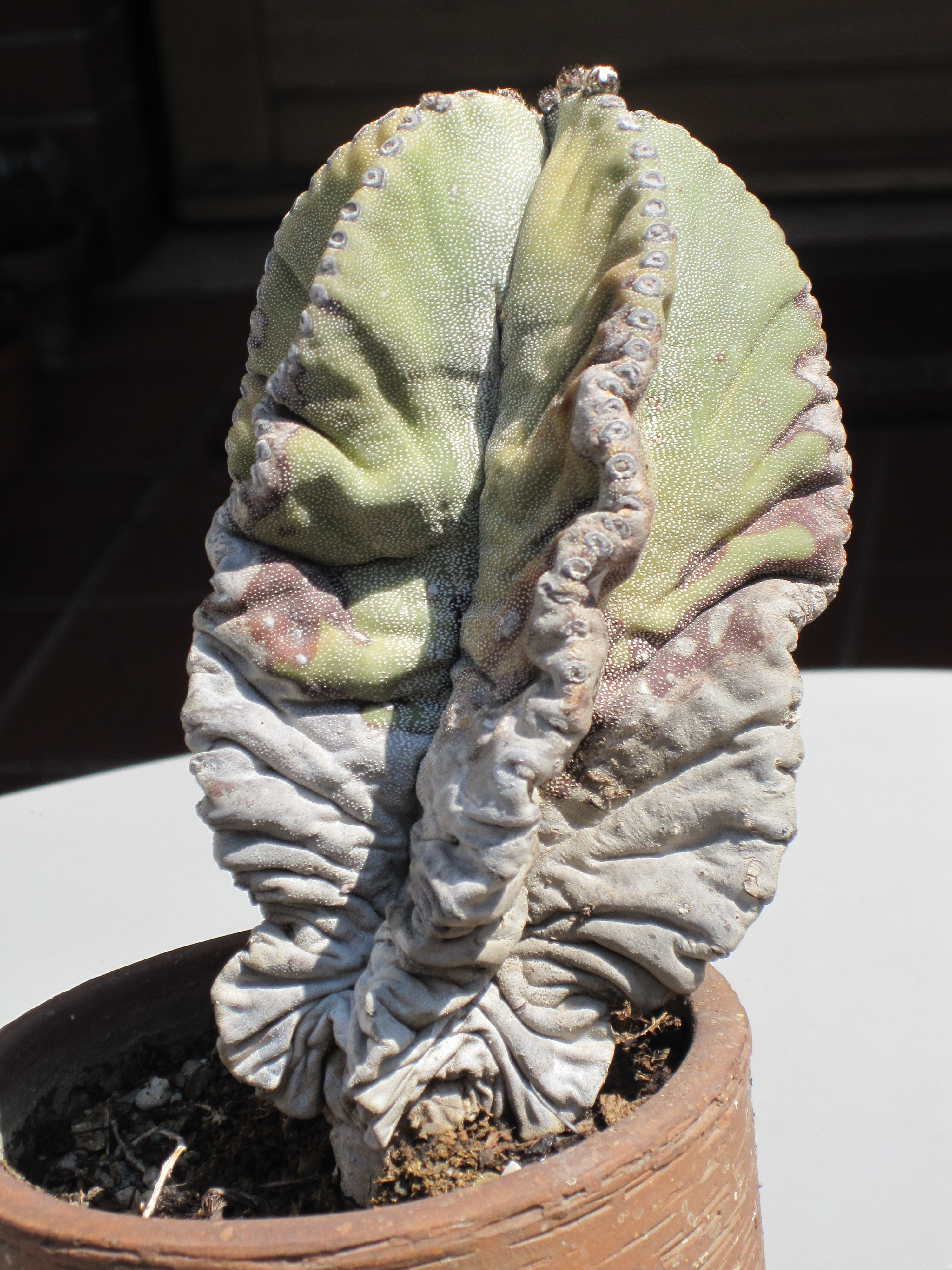
Un vieux Astrophytum myriostigma
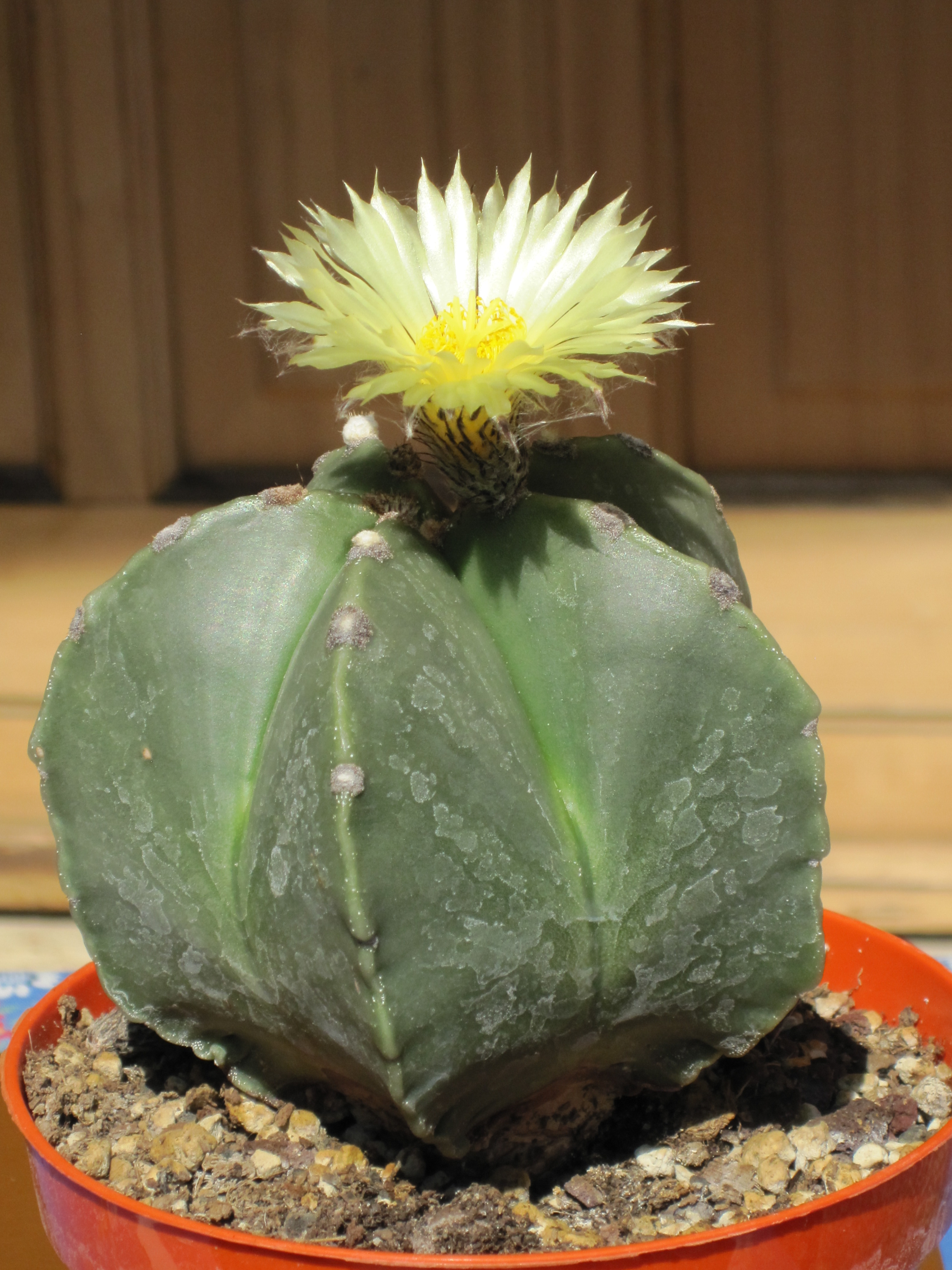
Astrophytum myriostigma v. nudum

## Noms synonymes
- Astrophytum prismaticum
- Astrophytum Columnare
- Astrophytum tulense
- Astrophytum nuda